# Shannonomyia (Shannonomyia) gracilior
Shannonomyia (Shannonomyia) gracilior is een tweevleugelige uit de familie steltmuggen (Limoniidae). De soort komt voor in het Neotropisch gebied.